# 女鹿駅
女鹿駅（めがえき）は、山形県飽海郡遊佐町吹浦字女鹿にある、東日本旅客鉄道（JR東日本）羽越本線の駅である。
山形県最北端の駅である。停車する列車は酒田 - 秋田間を運行する普通列車のうち、上りが朝6時と7時だけ、下りが12時・夕方16時、18時、19時の計6本が停車するのみで、その他の列車はすべて通過する。
またJR東日本では最も早い終電と最も遅い初電になっている

## 歴史

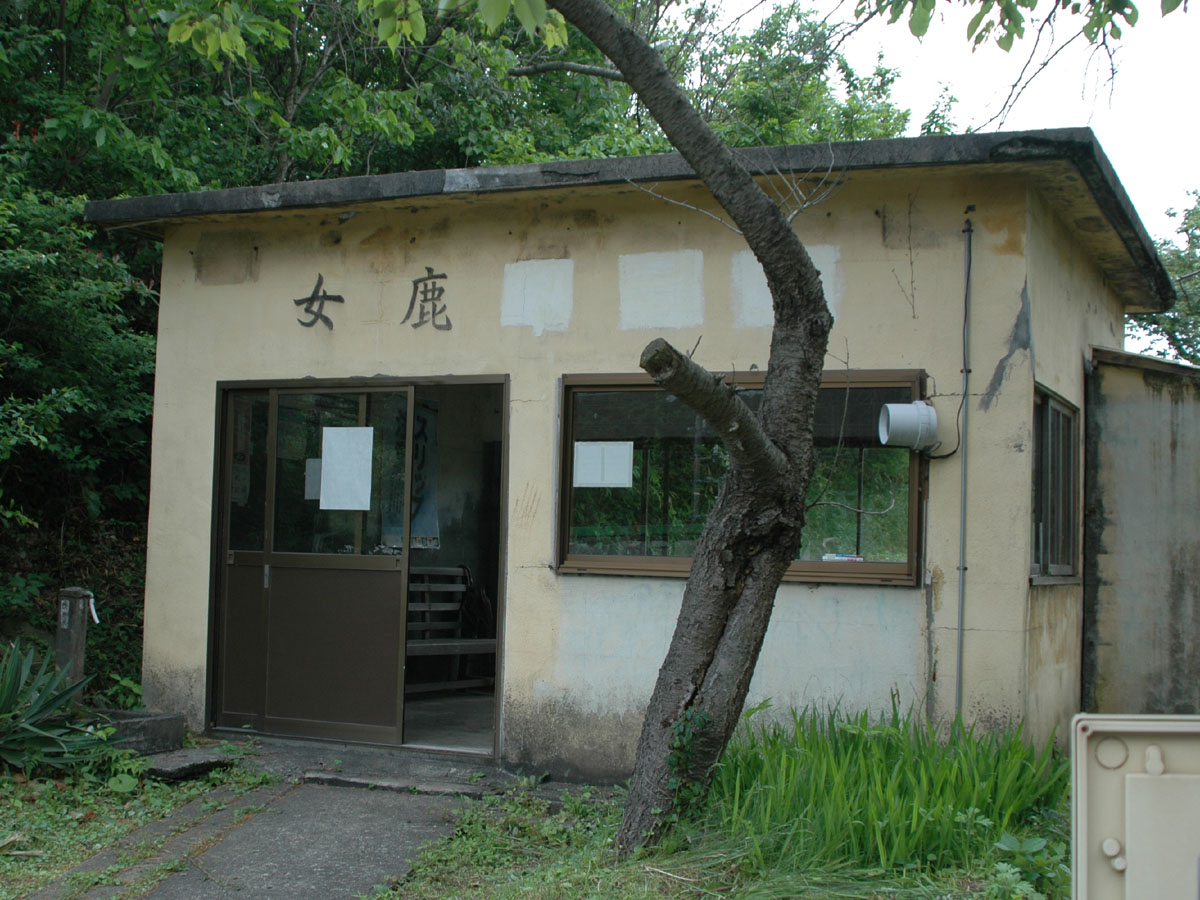
旧駅舎（2007年5月）
「女鹿」の横に白い「□」が3つ描かれているのは信号場時代の名残で、もともと「女鹿信号場」と書かれていたのが塗りつぶされたものである。

- 1962年（昭和37年）10月30日：国鉄の女鹿信号場として飽海郡遊佐町に新設[2]。
- 1987年（昭和62年）4月1日[注 1]：国鉄分割民営化により、東日本旅客鉄道（JR東日本）の駅となる[2]。駅に昇格[2]。女鹿駅開業[2]。
- 2010年（平成22年）4月1日：象潟駅から羽後本荘駅に管理駅が変更となる。
- 2015年（平成27年）6月28日：午前6時10分ごろ、羽後本荘発酒田行き普通列車が停車予定だった当駅を誤って通過[3]。
- 2016年（平成28年）3月：新駅舎の使用を開始。
- 2024年（令和6年）10月1日：えきねっとQチケのサービスを開始[1][4]。

## 駅構造
単式ホーム1面1線と、ホームのない副本線1線を有する地上駅である。以前は相対式ホーム2面2線を有していたが、駅舎と反対側の旧2番線ホームは、両ホームを連絡していた構内踏切とともに撤去された。
羽後本荘駅管理の無人駅である。現駅舎は2016年（平成28年）3月に供用開始された。

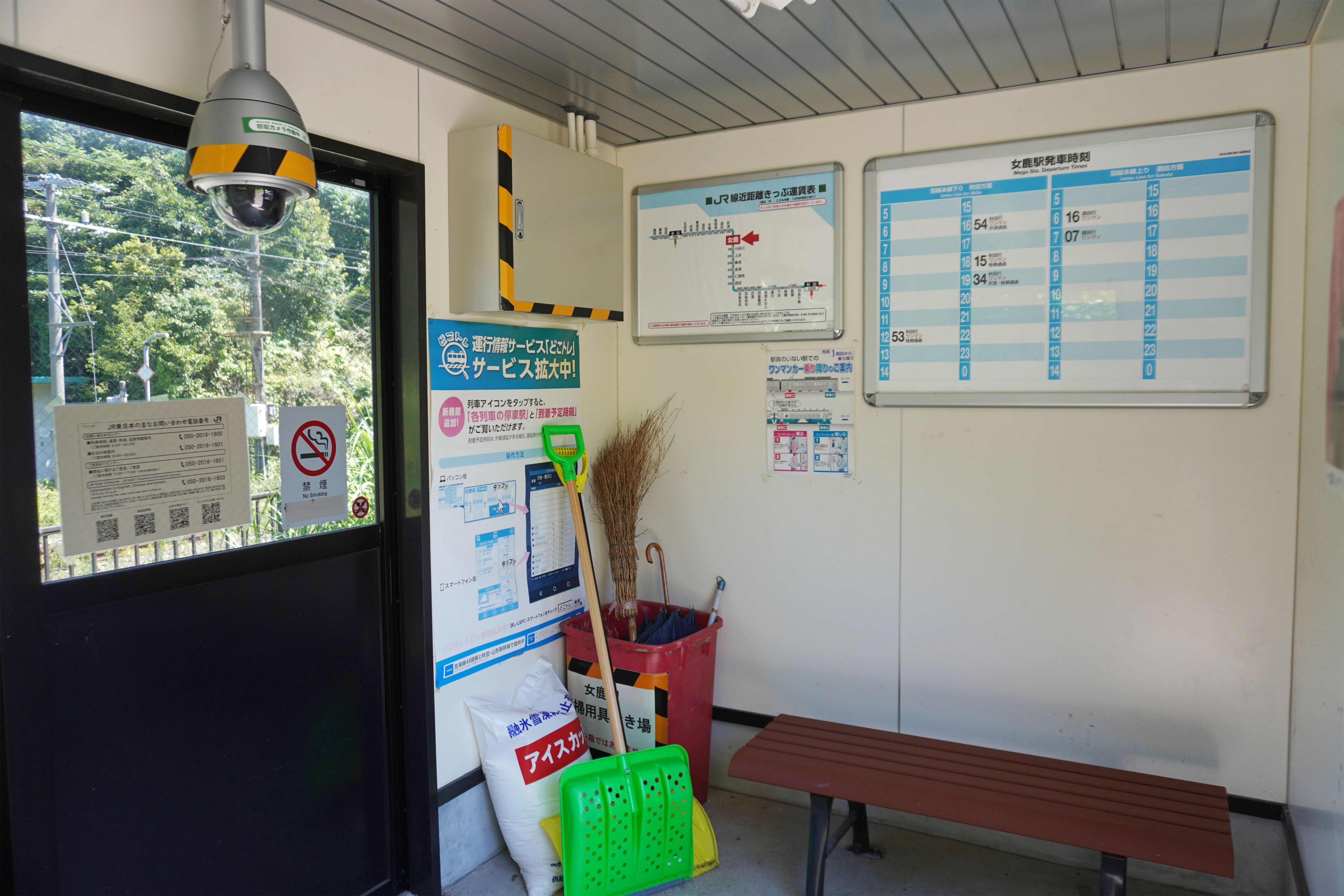
駅舎内（2023年7月）
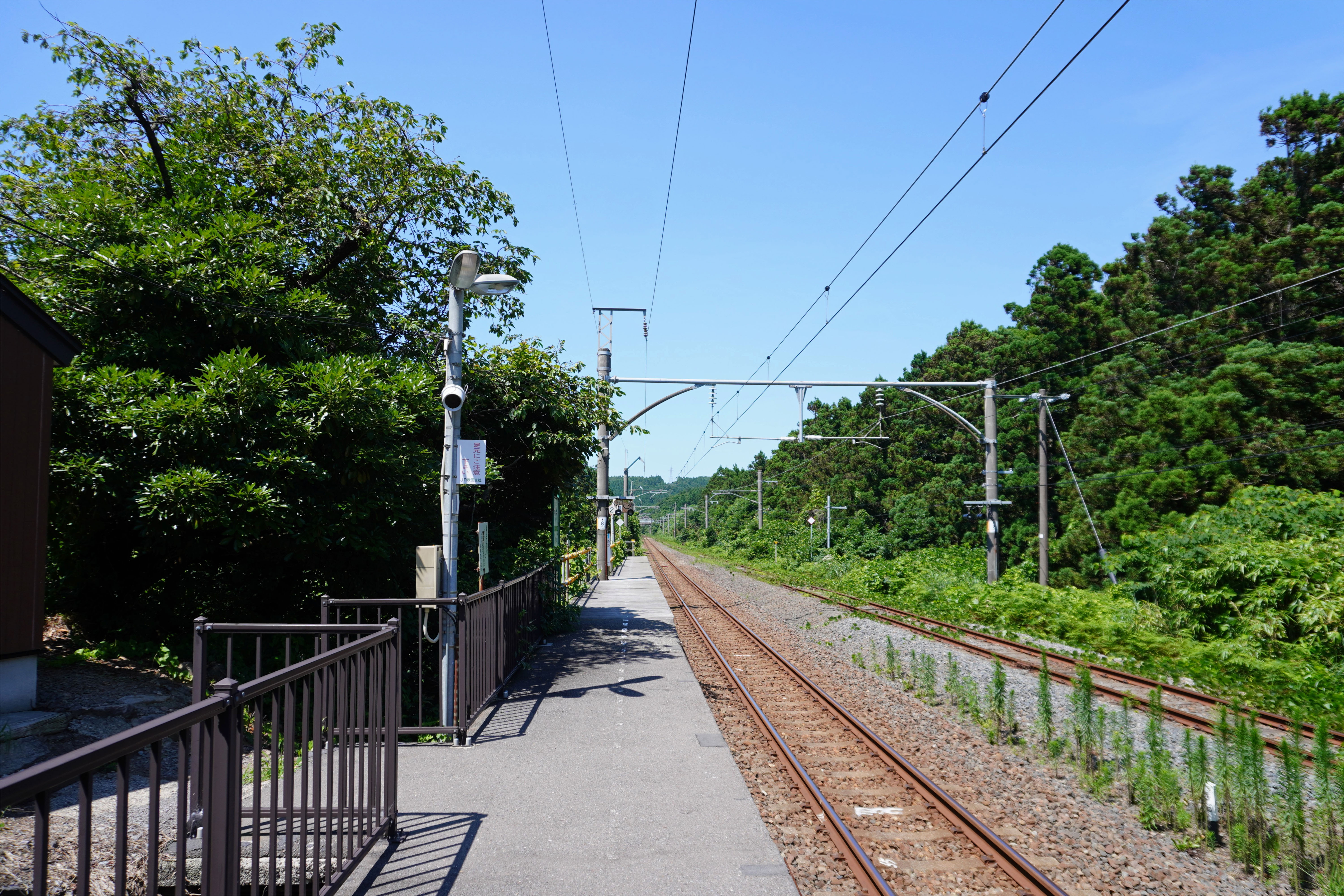
ホーム（2023年7月）

## 利用状況
「山形県の鉄道輸送」によると、2000年度（平成12年度）- 2004年度（平成16年度）の1日平均乗車人員の推移は以下のとおりであった。
| 乗車人員推移       | 乗車人員推移     | 乗車人員推移 |
| 年度               | 1日平均 乗車人員 | 出典         |
| ------------------ | ---------------- | ------------ |
| 2000年（平成12年） | 10               | [ 5 ]        |
| 2001年（平成13年） | 11               | [ 5 ]        |
| 2002年（平成14年） | 11               | [ 5 ]        |
| 2003年（平成15年） | 6                | [ 5 ]        |
| 2004年（平成16年） | 4                | [ 5 ]        |

## 駅周辺
駅前には車寄せや駐輪場などはなく、国道7号のバイパスから通じる30メートルほどの小路があるのみである。また、女鹿地区の集落とは若干離れており、駅周辺にはバイパスを挟んで民家が数軒あるのみである。
- 国道7号（吹浦バイパス）
- 国道345号
- 三崎公園

## 隣の駅
東日本旅客鉄道（JR東日本）
■羽越本線（一部列車は通過）
吹浦駅 - 女鹿駅 - 小砂川駅